# Juan Francisco Cruella
Juan Francisco Cruella (* 1804 in Castellón; † 1886 in Morella) war ein spanischer Maler.

## Leben
Der neoklassische Maler wurde 1804 in der Stadt Castellón geboren; über seine Ausbildung sind keine Aufzeichnungen mehr vorhanden. Seine Werke behandeln ausschließlich religiöse Themen, die er meist in Tempera-Technik ausführte.
Juan Francisco Cruella arbeitete oft mit Joaquín Oliet zusammen und gestaltete aufwändige Ornamentmalereien in zahlreichen Kirchen in der Provinz Castellón. Die bekanntesten Wandmalereien sind seine Werke in der Ermita de Santa Elena in Ares del Maestre, Capilla de la Comunión de Morella,  Santuario de la Virgen del Sargar in Herbés und Santuario de la Virgen de la Balma in Zorita del Maestrazgo.

## Postum
Einige seiner Ölgemälde und Zeichnungen, die er während der Karlistenkriege malte und zeichnete, befinden sich heute im Museo de Bellas Artes de Valencia. Nach seinem Tode wurden einige seiner Werke auch als Lithografien herausgegeben; zwei davon befinden sich im Museo Nacional de Cerámica y Artes Suntuarias González Martí.